# Flowood, Mississippi
Flowood là một thành phố thuộc quận Rankin, tiểu bang Mississippi, Hoa Kỳ. Năm 2010, dân số của thành phố này là 7 823 người.

## Dân số
- Dân số năm 2000: 5 654 người.
- Dân số năm 2010: 7 823 người.